# Indiana Jones i l'última croada
Indiana Jones i l'última croada (títol original en anglès: Indiana Jones and the Last Crusade) és una pel·lícula d'aventures fantàstiques estatunidenca de 1989 dirigida per Steven Spielberg i amb l'actor Harrison Ford de protagonista. És la tercera part de la sèrie de cinc pel·lícules centrades sobre el personatge d'Indiana Jones. Ha estat doblada i subtitulada al català.

## Argument
El 1938, en un món en vigílies de la Segona Guerra Mundial, els nazis es llancen en cerca del Sant Greal. Al davant tenen el doctor Henry Jones (Sean Connery), que persegueix aquest objecte llegendari. Quan el seu pare desapareix, Indiana Jones (Harrison Ford) es llança sobre el seu rastre per trobar-lo.

## Repartiment
- Harrison Ford: Indiana Jones
- Sean Connery: Professor Henry Jones
- Denholm Elliott: Marcus Brody
- Alison Doody: Elsa Schneider
- John Rhys-Davies: Sallah
- Julian Glover: Walter Donovan
- River Phoenix: Jove Indiana Jones
- Michael Byrne: Coronel Vogel
- Kevork Malikyan: Kazim
- Robert Eddison: Cavaller del Greal
- Richard Young: Fedora
- Alexei Sayle: Sultà

## La cerca del Sant Greal
- Després de la fosca història d’Indiana Jones i el temple maleït, aquesta pel·lícula és molt més basada en l'humor, sobretot pel contrast i la relació entre Indiana Jones i el seu pare.
- El començament de la pel·lícula, que es desenvolupa en l'adolescència d'Indy, revela l'origen dels atributs característics de l'heroi :
  - el seu malnom Indiana, és de fet el nom del seu gos quan era adolescent.
  - la seva por a les serps li ve d'una caiguda que fa en un sot que n’és ple.
  - troba el seu fuet en un vagó-gàbia on hi ha un lleó. Agafarà el fuet per intentar allunyar la fera, però es farà la seva cèlebre cicatriu al mentó intentant servir-se'n per primera vegada.
  - Finalment el seu barret és un regal de l'aventurer al qual havia agafat la Creu de Coronado (El seu lloc és en un museu!)
- Quan Indiana Jones troba Adolf Hitler, aquest li signa (per error), un autògraf. Ara bé, el dictador signa amb la mà dreta, mentre que era esquerrà. També es pot veure en aquesta mateixa escena que un dels generals que acompanyen Hitler està mal afaitat; cosa impossible per a un oficial alemany, i sobretot en presència del Führer.
- La bufetada que Henri Jones dona a Indiana en una discussió sobre l'itinerari a prendre no era prevista pel guió i és total improvisació de part de Sean Connery. La sorpresa expressada per Harrison Ford és autèntica.
- El carro d'assalt amb el qual els alemanys persegueixen Indiana és un carro britànic (mark VIII)
- Harrison Ford va néixer el 1942 i Sean Connery el 1930, els dos actors no tenen doncs més que 12 anys de diferència. No obstant això, malgrat els seus 59 anys, Sean Connery aconsegueix veritablement oferir la imatge d'un vell pare bo al costat del seu fill de 47 anys...
- La República d’Hatay va existir.
- El cabriolé Citroën Tracció Davantera 11 B Lleugera que Indy i el seu pare amaguen en una persecució és de fet una berlina de postguerra tallada i transformada per a les necessitats de la pel·lícula.
- Indiana Jones fa una badada de principiant a la segona prova mortal del camí del Grial, quan s'oblida que la J no existeix en l'alfabet llatí.

## Indiana Jones interactiu
- Lucasfilm Games ha tret un videojoc d'aventura basat en el guió d'aquesta pel·lícula: Indiana Jones i l'última croada. El juny del 2023 el grup de Projecte Ce Trencada va traduir de manera comunitària i no oficial el joc en català, així com el Dietari del Greal que acompanyava el joc original.[5][6][7]
- Tiertex ha tret un videojoc d'acció basat en la pel·lícula: Indiana Jones and the Last Crusade: The Action Game.

## Decorats
- La primera seqüència en la qual la jove Indiana sorprèn els caçadors de tresors i intenta fugir amb la Creu de Coronado ha estat rodada a Arches Nacional Park, a Utah als Estats Units d'Amèrica.
- Algunes seqüències han estat rodades al Desert de Tabernas a Andalusia.
- El final de la pel·lícula ha estat filmada a Petra a Jordània.